# Michael Mathes
William Michael Mathes, o Miguel Mathes como le decían en español, (Los Ángeles, 15 de abril de 1936 - Lubbock, 13 de agosto de 2012) fue un historiador e investigador estadounidense especializado en la historia de México y España, destacando como experto en la historia de Baja California. Sus artículos se pueden encontrar en California Historical Society Quarterly, Southern California Quarterly, Journal of San Diego History, Journal of California Anthropology, Pacific Coast Archaeological Society Quarterly, Calafia, Meyibó y otras publicaciones. Era bilingüe dominando correctamente tanto su inglés materno como el español.

## Biografía
Aunque nacido en Los Ángeles su familia procedía del suroeste y tenía profundas raíces tejanas. Su padre fue William Carey Mathes, juez de la Corte Federal de Los Ángeles donde Michael trabajaría durante el día como alguacil. A una edad temprana desarrolló su fascinación por México y ello le llevó a aprender español y a explorar, junto a su familia, aquel país. Con 13 años, y estando en México, se hacía llamar Miguel.
En 1954 Mathes comienza a estudiar Historia en la Universidad de Loyola Marymount en Los Ángeles, obtuvo su licenciatura en 1958. En sus continuadas visitas al sur de la frontera empezó a reunir documentos y libros de su incipiente colección.
Poco después, en 1960, inicia su maestría de la Universidad del Sur de California como requisito para dedicarse a la enseñanza en centros públicos. Gracias las becas de la Fundación del Amo, junto con Iris Engstrand, viajan este mismo a España por primera vez donde visitan archivos públicos y eclesiásticos sobre temas de las Californias. Más adelante, ambos estudiantes también recibirán las becas de Fulbright. A su vuelta, ambos estuvieron el resto del verano en Ciudad de México, con el profesor Donald C. Cutter, consultando archivos. Tras el verano, Michael continua con el profesor Cutter en la Universidad de Nuevo México. Engstrand, que había regresado a España, recibirá pronto la visita de Mathes uniéndose ambos al proyecto de Robert Marx de construir y flotar una réplica de la carabela La Niña empleada por Cristóbal Colón en su primer viaje. En 1963 Robert Marx recreó con ella el viaje al "Nuevo Mundo".
En 1962 obtiene su maestría y trabaja como bibliotecario en la Universidad de Nuevo México. Se doctora en esta universidad al tiempo que sigue estudiando sobre las fuentes coloniales españolas regresando de nuevo a España. A la vuelta un decano jesuita de la Universidad de San Francisco le ofrece un trabajo como docente. Desde 1966 fue profesor de historia iberoamericana de esta universidad donde llegará a ser profesor emérito. Conoció a Richard H. Dillon, responsable de la Biblioteca Sutro y comenzó una estrecha amistad y colaboración con él.
Desde 1974, se desempeñó como investigador en el Instituto de Investigaciones Históricas de la Universidad Autónoma de Baja California y desde 1979 fue también conservador de Mexicana en la Biblioteca Sutro de San Francisco.
Cuando se jubiló en 1993 en la Universidad de San Francisco se trasladó a vivir a Plainview (Texas) acercándose a la frontera y aumentando sus visitas y viajes por la Baja California.
Mathes fue director de la Biblioteca Mathes cerca de Guadalajara, Jalisco. Donó una extensa colección de manuscritos y libros, alrededor de 45.000 volúmenes, a El Colegio de Jalisco en Zapopan, colección que ahora se llama Biblioteca Mathes. Esta biblioteca es una fuente importante de la historia colonial del noroeste de México y fue valorada en 12 millones de dólares. Esta donación fue calificada como "la mayor repatriación de patrimonio cultural jamás realizada en la historia de México".
Mathes encabezó los esfuerzos de recaudación de fondos para CAREM, una sociedad histórica sin fines de lucro con sede en Tecate, Baja California, que promueve la historia de Baja California. Los esfuerzos de Mathes en apoyo de CAREM contribuyeron a la construcción de su museo en Tecate; la organización nombró el auditorio del museo en honor a Mathes. CAREM apoyó el trabajo de Mathes, incluido su más reciente La tierra de Calafia: una breve historia de Baja California.
A Mathes también se le atribuye haber persuadido al Instituto Nacional de Antropología e Historia (INAH), la oficina del gobierno mexicano encargada de la preservación y la investigación, para que abriera una nueva oficina regional en Mexicali, de modo que las colecciones e investigaciones arqueológicas e históricas se administraran localmente, en lugar de que de una oficina existente del INAH en Sonora.
En 2012, Mathes estaba trabajando en conjunto con INAH, CAREM y la Secretaría de Turismo de Baja California para lograr  el estatus de Patrimonio Mundial de la UNESCO para el Camino Real de California, un sendero misionero español que abarca los estados de Baja California Sur, Baja California, y California.
Mathes murió en Lubbock, Texas, el 13 de agosto de 2012, a la edad de 76 años. Su muerte fue reportada en el periódico Frontera de Tijuana por el historiador Mario Ortiz Villacorta. En el momento de su muerte, Mathes estaba programado para dar una presentación llamada "Desde Sinaloa y Sonora: las familias de los primeros soldados en Alta California " en la sexta reunión de la Conferencia de Historia Regional Temprana de San Diego el 27 de octubre de 2012. Le sobrevivió una hija, Ann M. Mathes (Annie), que residía en California y estaba cursando su título de AS en Tecnología Veterinaria.

## Obras y publicaciones
- Californiana I: documentos para la historia de la demarcación comercial de California, 1583-1632 (1965).
- Vizcaíno and Spanish Expansion in the Pacific Ocean, 1580-1630 (1968).
- Californiana II: documentos para la historia de la explotación comercial de California, 1611-1679 (1970).
- Cortés en California 1535 : el viaje de Fernando Cortés según los cronistas y manuscritos (1973).
- Sebastián Vizcaíno y la expansión española en el Océano Pacífico, 1580-1630 (1973).
- Californiana III: documentos para la historia de la transformación colonizadora de California, 1679-1686 (1974).
- A Brief History of the Land of Calafia: The Californias, 1533-1795 (1974).
- Piratas en la costa de Nueva Galicia en el siglo XVII (1976).
- Las misiones de Baja California, 1683-1849 = una reseña histórico- fotográfica = The mission of Baja California, 1683-1849: an historical- photographic survey (1977).
- Obras californianas del padre Miguel Venegas, S.J. Supplement: Historical-Biographical Introduction (1979).
- Importancia de Cabo San Lucas (1980).
- Santa Cruz de Tlatelolco: la primera biblioteca académica de las Américas (1982).
- Mexico on Stone: Lithography in Mexico, 1826-1900  (1984).
- Un centro cultural novogalaico: la biblioteca del Convento de San Francisco de Guadalajara en 1610 (1986).
- Californiana IV: aportación a la historiografía de California en el siglo XVIII (1987).
- Baja California: textos de su historia (1988).
- La frontera ruso-mexicana : documentos mexicanos para la historia del establecimiento ruso en California, 1808-1842 (1990).
- Ethnology of the Baja California Indians (1992).
- Cronistas y crónicas jesuitas del noroeste de Nueva España (1998).
- The Land of Calafia : A Brief History of Peninsular California, (1533-1848) (2000).
- La ilustración en México colonial: el grabado en madera y cobre en Nueva España, 1539-1821 = Illustration in Colonial Mexico (2001).
- Bibliotheca novohispana guadalupana: clave a la bibliografía impresa guadalupana novohispana, 1621-1823 = Bibliotheca novohispana guadalupana : a key to printed bibliography of our lady of Guadalupe in New Spain 1621-1823 (2003).
- Misiones en el camino real misionero del estado de Baja California = Missions on the Royal Mission Highway in the State of Baja California (2005).
- Historia de Baja California (2006).
- La tierra de Calafia: una historia breve de las Californias (1533-1848) (2009).
- The Final Days of Father Miguel Hidalgo y Costilla, Initiator of Mexican Independence, 1811: Testimony and Recollections of Melchor Guasp, his jailer por Melchor Guasp (2010).
- Traslado del menologio de varones illustres de la Compañía de Jesús: cuyos elogios aprobados por nuestros PP. generales se leen los días, que corresponden en la Casa Professa de Roma: sácanse estos traslados fielmente traducidos à nuestro idioma para mayor conveniencia de nuestros collegios en su doméstico uso y para mayor utilidad, exemplo è imitación en los nuestros y para privada memoria y veneración de nuestros mayores (1729).

## Premios y reconocimientos
- En 1985, el gobierno mexicano otorgó a Mathes la Orden del Águila Azteca, la más alta condecoración que se otorga a ciudadanos extranjeros.[1][4][10]

- El gobierno de España también otorgó a Mathes la Orden de Isabel la Católica en noviembre de 2005.[1][7][10]

- Recibió premio en la conferencia "Coloquio Internacional de El Camino Real - México Norte y Texas" en el campus de la Universidad de Texas en San Antonio, Texas.[7]

- La Universidad Autónoma de Baja California le otorgó el grado honorífico de doctor honoris causa.
- En 2010 recibió el Hubert Howe Bancroft Award.[11]
- En 2015, publicó la Pacific Coast Archaeological Society un número dedicado, con ocasión de su fallecimiento, los Nº 3-4 del vol. 51: "Baja California Studies in Honor of  W. Michael Mathes".[12]